# ألفونس أرتز
ألفونس أرتز (بالهولندية: Alfons Arts)‏ هو لاعب كرة قدم هولندي، ولد في 29 أغسطس 1965.

## وصلات خارجية
- ألفونس أرتز على موقع قاعدة بيانات كرة القدم.إي يو (الإنجليزية)
- ألفونس أرتز على موقع عالم كرة القدم.نت (الإنجليزية)